# Glossosoma furcatum
Glossosoma furcatum är en nattsländeart som beskrevs av Navás 1932. Glossosoma furcatum ingår i släktet Glossosoma och familjen stenhusnattsländor. Inga underarter finns listade i Catalogue of Life.